# Cathédrale Saint-Louis-Roi-de-France de Saint-Louis
Pour les articles homonymes, voir Saint-Louis et Cathédrale Saint-Louis-Roi-de-France.
Ne doit pas être confondu avec la nouvelle cathédrale.
La cathédrale Saint-Louis-Roi-de-France ou basilique Saint-Louis-Roi-de-France (en anglais : Basilica of St. Louis, King of France), appelé également et localement « ancienne cathédrale », est l'ancienne cathédrale, consacrée en 1834, de la ville de Saint Louis aux États-Unis. Elle est entourée par le parc national de Gateway Arch mais demeure néanmoins hors de ses limites officielles.

## Historique
La première église fut construite en 1770 à l'époque de la Louisiane française lors de la fondation de la ville de Saint Louis par ses cofondateurs franco-louisianais Pierre Laclède et René-Auguste Chouteau. Un terrain fut aménagé pour accueillir un premier bâtiment sur une parcelle appartenant à Pierre Laclède. C'est le révérend Pierre Gibault qui consacra cette première église le 24 juin 1770.
En 1818, l'évêque Louis Guillaume Valentin Dubourg fit réaliser des travaux de consolidation ainsi que des aménagements intérieurs (peintures). L'église reçut un orgue en donation. Un cimetière fut aménagé aux abords de l'édifice religieux qui sera remplacé un peu plus tard par le cimetière Bellefontaine.
En 1831 débutèrent les travaux de cette future cathédrale, sous la supervision des architectes Joseph Laveille et George Morton.
Cette première cathédrale mesure 41 mètres de long, 26 mètres de large et 29 mètres de hauteur.
Elle fut consacrée le 26 octobre 1834 par Mgr Joseph Rosati sous le nom de cathédrale Saint Louis comme la ville dans laquelle elle fut édifiée.
Ce fut la première cathédrale construite à l'ouest du fleuve Mississippi.

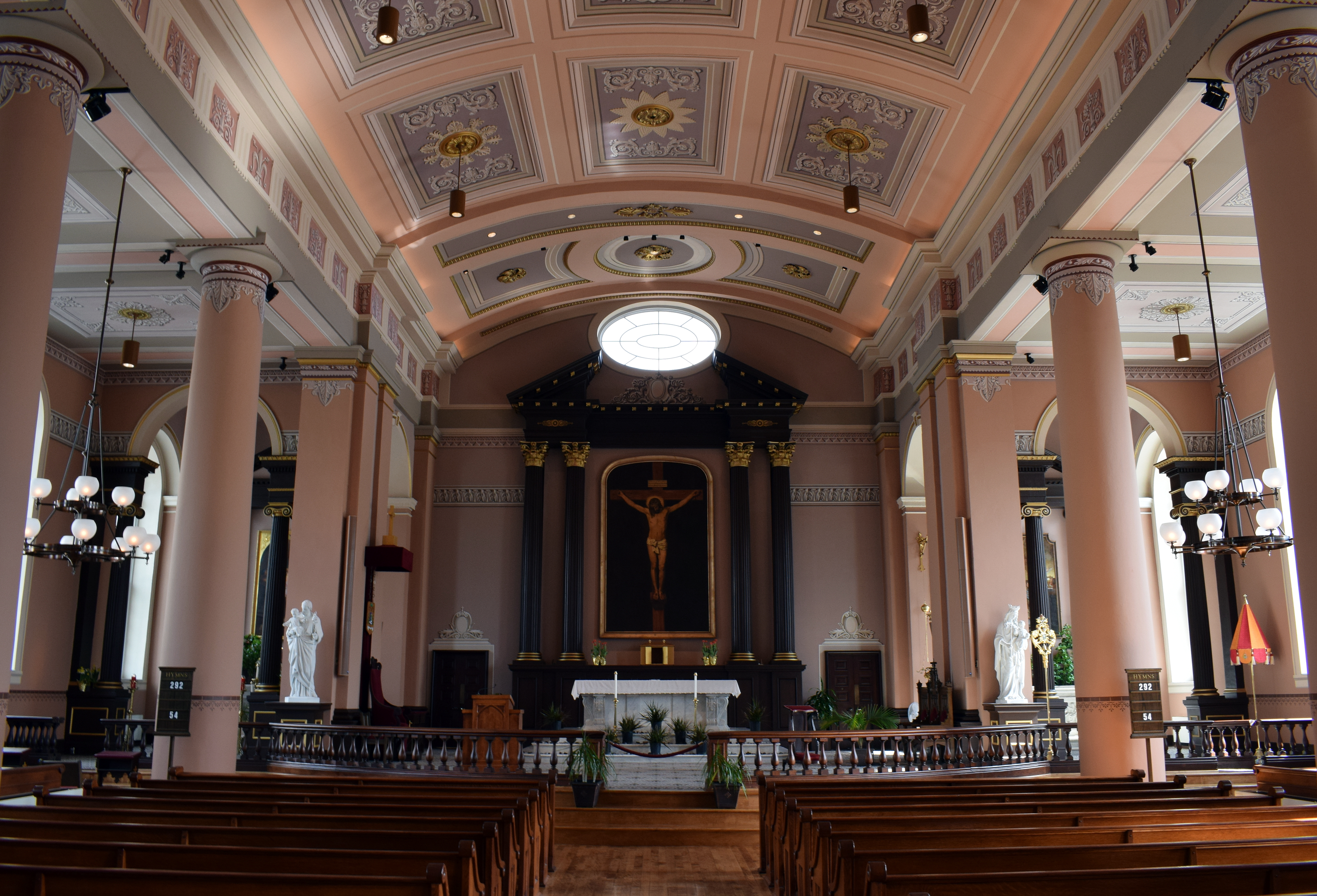
L'intérieur.

En 1914, face à l'augmentation de la population urbaine, la construction d'une nouvelle cathédrale est décidée et prendra le nom de cathédrale basilique de Saint Louis.
Le 27 juin 1961, le pape Jean XXIII désigna l'ancienne cathédrale Saint-Louis sous l'appellation de « basilique Saint-Louis-Roi-de-France ».